# Touch Too Much
Touch Too Much è un brano degli AC/DC, pubblicato dall'etichetta discografica Atlantic Records nel gennaio del 1980 come terzo singolo estratto dall'album Highway to Hell, in abbinamento a versioni dal vivo di Live Wire e Shot Down in Flames come lato B. Il pezzo è l'ultimo singolo del gruppo con il cantante Bon Scott, che morì poco dopo la sua pubblicazione.

## Brano
Pochi giorni prima della morte del cantante, avvenuta il 19 Febbraio 1980, gli AC/DC suonarono il brano alla popolare trasmissione musicale della BBC "Top of the Pops".
Il video del brano è stato registrato durante le prove del Tour di If You Want Blood nel 1978-1979.
Una versione alternativa del brano è presente su Volts, quarto disco del box set Bonfire pubblicato nel novembre 1997.

## Cover e altri media
Il gruppo hard rock serbo Cactus Jack ha registrato una versione di Touch Too Much sul loro album di cover DisCover del 2002.
Il brano è inoltre presente nei videogiochi Grand Theft Auto IV: The Lost and Damned e Grand Theft Auto IV: The Ballad of Gay Tony.

## Tracce
1. Touch Too Much
2. Live Wire (registrato dal vivo durante il Tour britannico del 1979)
3. Shot Down in Flames (registrato dal vivo durante il Tour britannico del 1979).

## Formazione
- Bon Scott - voce
- Angus Young - chitarra solista
- Malcolm Young - chitarra ritmica
- Cliff Williams - basso
- Phil Rudd - batteria